# Leszek Blanik
Leszek Robert Blanik (ur. 1 marca 1977 w Wodzisławiu Śląskim) – polski gimnastyk sportowy, mistrz olimpijski, mistrz świata i mistrz Europy, poseł na Sejm VII kadencji.

## Życiorys
Jest synem Ludwika i Haliny. W 1996 ukończył Liceum Zawodowe w Zespole Szkół Technicznych w Wodzisławiu Śląskim, a w 2003 studia magisterskie w zakresie wychowania fizycznego na Akademii Wychowania Fizycznego w Gdańsku. W trakcie kariery sportowej trenował w Górniku Radlin (do 1997), następnie w gdańskim AZS AWF. 29 maja 2010 podczas międzynarodowej gali gimnastycznej pod nazwą „Leszek Blanik – Finałowy Skok” oficjalnie zakończył karierę.
Jest zdobywcą dwóch medali olimpijskich w konkurencji skok. W 2000 podczas Igrzysk Olimpijskich w Sydney wywalczył brązowy medal. 18 sierpnia 2008 w trakcie Igrzysk Olimpijskich w Pekinie zdobył złoty medal. Jest również pierwszym polskim sportowcem, którego nazwiskiem nazwano element gimnastyczny. Zapisany pod numerem 332 przez Międzynarodową Federację Gimnastyczną skok-przerzut (podwójne salto w przód w pozycji łamanej) otrzymał nazwę „blanik” (Leszek Blanik jako pierwszy sportowiec poprawnie wykonał ten skok).
W skoku zdobył także trzy medale mistrzostw świata i trzy medale mistrzostw Europy, a także srebrny medal Igrzysk Dobrej Woli w 2001.
Był członkiem komitetu poparcia Bronisława Komorowskiego przed wyborami prezydenckimi w 2010 i w 2015. W wyborach parlamentarnych w 2011 został wybrany z ramienia Platformy Obywatelskiej do Sejmu z okręgu gdańskiego (jako bezpartyjny). W 2015 nie ubiegał się o poselską reelekcję.
W 2021 został prezesem Polskiego Związku Gimnastycznego.

## Osiągnięcia sportowe
Letnie igrzyska olimpijskie
- złoty medal: Pekin (2008)
- brązowy medal: Sydney (2000)

Mistrzostwa Świata
- złoty medal: Stuttgart (2007)
- srebrny medal: Melbourne (2005), Debreczyn (2002)

Mistrzostwa Europy
- złoty medal: Lozanna (2008)
- srebrny medal: Petersburg (1998)
- brązowy medal: Lublana (2004)

Puchar Świata
- I miejsca: Pusan (1999), Stuttgart (2001), Paryż (2002), Glasgow (2003), Chociebuż (2004), Lyon (2004), Glasgow (2005), Moskwa (2007)
- II miejsca: Paryż (1998), Vancouver (1998), Glasgow (1999), Chociebuż (2001), Stuttgart (2003)
- III miejsca: Zurych (1998), Chociebuż (1999), Zurych (1999), Montreux (2000)

Finał Pucharu Świata
- II miejsce: Stuttgart (2002)
- IV miejsce: Glasgow (2000)
- VI miejsce: Sabae (1998)
- VI miejsce: Birmingham (2004)

Indywidualne Mistrzostwa Polski
- osiem złotych medali w wieloboju gimnastycznym (1994–1998, 2001–2003)

## Odznaczenia i wyróżnienia
Ordery i odznaczenia
- Krzyż Kawalerski Orderu Odrodzenia Polski (2008)[9]
- Złoty Krzyż Zasługi (2000)[10]
- Medal św. Wojciecha (2009)[11]

Nagrody i wyróżnienia
W Plebiscycie „Przeglądu Sportowego” zajmował miejsca drugie (2008) i czwarte (2007). W 2011 rada miejska w Radlinie nadała hali sportowej Klubu Gimnastycznego Radlin imię Leszka Blanika. 